# Disko Democratic Republic
Disko Democratic Republic, abgekürzt DDR, war eine grönländische Rockband.

## Geschichte
Die Band wurde von den drei Brüdern Simon, Anda und Ib Uldum gegründet. Alle drei stammen ursprünglich aus Qeqertarsuaq auf der Diskoinsel, auf die sich der Bandname bezieht, lebten aber 2002, als die Gruppe ihr erstes Album einspielte, über Grönland verteilt: Simon wohnte in Nuuk, Anda in Ilulissat und Ib in Aasiaat. Während die drei ihr Debütalbum Siulleq im Studio von Atlantic Music in Nuuk aufnahmen, stieß Martin Zinck als Schlagzeuger zur Band, mit dem Anda Uldum bis 1998 auf dem Gymnasium die Coverband Andabus gebildet hatte, die Lieder der dänischen Rockband Psyched Up Janis coverte. 2003 ging Disko Democratic Republic in Grönland auf Tour und wurde bei der KODA-Preisverleihung 2003 mit dem Jahrespreis ausgezeichnet.
Im selben Jahr zogen auch die übrigen Bandmitglieder nach Nuuk und begannen die Arbeit an ihrem zweiten Album, Kaar!, das 2004 erschien. Infolge ihres Auftritts beim Nuuk Festival empfahl sie der Produzent Joshua für das Projekt protestsange.dk. Disko Democratic Republic wurde nach Dänemark eingeladen und nahm dort eine Coverversion des Liedes Kap Farvel til Ũmánarssuaq von der dänischen Band Gasolin’ auf, die 2006 auf einer Kompilation mehrerer junger dänischer Bands veröffentlicht wurde.
2011 nahm DDR mit Ornitaq das Wahllied der Demokraatit zur Folketingswahl 2011 auf. Kurz darauf verließ Martin Zinck die Gruppe und beendete seine Musikkarriere und im selben Jahr brach die Band mit Atlantic Music. Seither ist die Band inaktiv.
Die vier Bandmitglieder sind auch über DDR hinaus mit der grönländischen Musikszene verbunden: Anda Uldum ist neben seiner Politik-Karriere auch als Sänger der Kinder-CD Angakkuakkatut bekannt, Simon war als Techniker und Produzent beim Verlag Atlantic Music angestellt und leitete kurzzeitig ein eigenes Label, Ib Uldum und Martin Zinck traten mit mehreren anderen lokalen Musikgruppen auf, waren Mitglieder von Nanook und gingen teils auf Tour.

## Diskografie (Alben)
- 2002: Siulleq („Das Erste“)
- 2004: Kaar! („Wow!“)